# Manuel de Oliveira Machado
Manuel de Oliveira Machado (28 de Agosto de 1759, Velas, ilha de São Jorge —?) foi produtor Agrícola em terras próprias e militar do exército português na arma de infantaria.

## Biografia
Prestou serviço no exército português, no Regimento de Guarnição nº 1, aquartelado na Fortaleza de São João Baptista, no Monte Brasil, junto à cidade de Angra do Heroísmo.
Foi um médio detentor de terras nas fajãs da costa Norte da ilha de São Jorge, nomeadamente na, Fajã Rasa, Fajã da Ponta Furada, e onde produzia vinho de várias castas, particularmente da casta conhecida regionalmente, como "Vinho de cheiro", que era vendido principalmente na vila das Velas. 
Nessas mesmas fajãs, em sítios específicos do ponto de vista de adaptação Ambiental, autênticos biótopos únicos das fajãs,  a que era chamado "fontes de inhames" produzia inhames de grande qualidade que eram vendidos em diferentes locais da ilha com predominância para a vila das Velas.
O inhame ao longo dos séculos sempre foi tido como uma planta de grande valor económico, e embora estando dedicada principalmente à alimentação popular chegou a estar ligado ao acontecimento que ficou conhecido como Revolta dos inhames.

## Relações Familiares
Foi filho de Pedro de Oliveira Amarante e D. Maria Joana de São Mateus. Casou com D. Rosa Bernarda de Sam Joaquim a 6 de Outubro de 1787 na Ermida de Nossa Senhora da Boa Hora dos mistérios Urzelina, ilha de São Jorge, filha de (?— Beira, Velas, ilha de São Jorge 25 de Novembro de 1813), filha de João Inácio de Sousa e de D. Maria Bernarda.
1. D. Teresa Bernarda de São Joaquim de Bettencourt (Velas, ilha de São Jorge 7 de Maio de 1790 — 20 de Agosto de 1853 em Santo Amaro, Velas, ilha de São Jorge) casou com Francisco José de Bettencourt a 25 de Novembro de 1813 em Santo Amaro, Velas, ilha de São Jorge.
2. D. Ana Bernarda de São Joaquim (Velas, ilha de São Jorge, 26 de Março de 1788 — Toledo, Santo Amaro, Velas, ilha de São Jorge 9 de Novembro de 1861), casou com Pascual José.
3. José Francisco de Oliveira (Velas, ilha de São Jorge 29 de Outubro de 1792 —?), casou com D. Maria Vicência de Bettencourt.
4. João (Velas, ilha de São Jorge, 13 de Março de 1793 —?).
5. Manuel (Velas, ilha de São Jorge 31 de Março de 1797 —?).
6. D. Maria (I), (Velas, ilha de São Jorge, 28 de Setembro de 1801 —?).
7. D. Maria Bernarda de São Joaquim (Velas, ilha de São Jorge, 14 de Junho de 1805 —?), casou com João Inácio de Bettencourt; nascido 28 de Maio de 1779.
8. D. Isabel Joséfa de Sam Joaquim, (Beira, Velas, ilha de São Jorge 21 de Novembro de 1794 — 29 de Janeiro de 1877 Toledo, Santo Amaro, Velas, ilha de São Jorge), casou com José Inácio de Bettencourt a 15 de Setembro de 1817 em Santo Amaro, Velas, São Jorge.
9. Rosa (Velas, ilha de São Jorge 7 de Maio de 1796 —?).